# Кепесис, Никандрос
Никандрос Кепесис (греч.  Νίκανδρος Κεπέσης; 1914 — 3 июня 2009) — греческий коммунист, командир подразделений Народно-освободительной армии Греции (ЭЛАС). Парламентский деятель компартии Греции, легальный издатель её органа, газеты Ризоспастис, писатель и почётный председатель Союза литераторов Греции.

## Молодость и Сопротивление

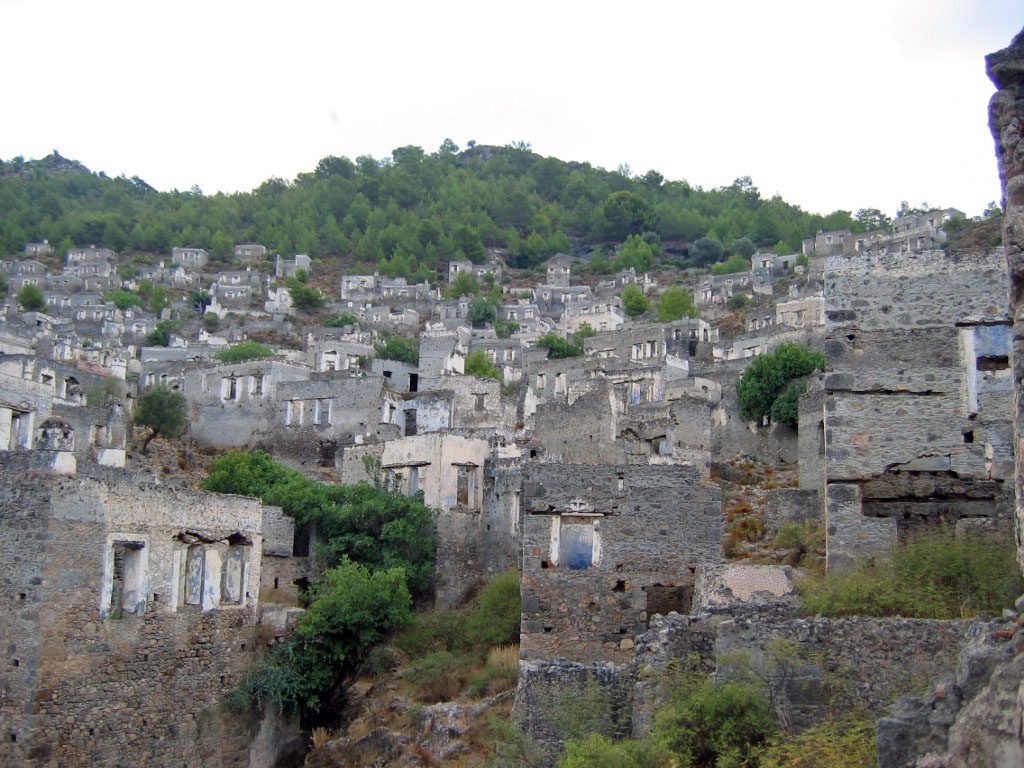
Село — призрак Ливиси в Ликии — Родина Н. Кепесиса

Никандрос Кепесис родился в 1914 году в греческом селе Ливиси, недалеко от города Фетхие в Ликии османской Малой Азии. После поражения Османской империи в Первой мировой войне, регион Фетхие оказался в итальянской зоне оккупации и в силу этого не был затронут последовавшей греко-турецкой войной (1919—1922).
Несмотря на это, коренное греческое население региона в 1923 году стало объектом инициированного турками насильственного обмена населением. Ливиси по сегодняшний день остаётся «селом — призраком».
Семья Кепесиса обосновалась в греческом портовом городе Пирее.
Здесь Кепесис окончил школу. Вступил в молодёжную организацию компартии Греции (ΟΚΝΕ) в возрасте 16 лет и стал членом компартии (КПГ) в 1936 году.
В победоносной для греческого оружия Греко-итальянской войне (1940—1941) Кепесис, в звании младшего лейтенанта запаса, воевал в Эпире и Албании.
С началом тройной, германо-итало-болгарской, оккупации Греции (1941—1944) вступил в Национально-освободительный фронт (ЭАМ).
К началу 1944 года городские отряды ЭЛАС практически контролировали пригороды Афин и Пирея, что выделяло на тот момент греческую столицу на фоне других оккупированных столиц Европы.
Оккупационные войска совершали налёты в пригороды, как правило в дневное время суток.
Восхищённый борьбой афинян французский эллинист Роже Милльекс писал, что Афины являлись «столицей европейского Сопротивления».
Кепесис возглавил 6-й отдельный полк Народно-освободительной армии Греции (ЭЛАС) Пирея
Возглавляя отряды этого полка городских партизан, отличился в октябре 1944 года, когда вермахт покидал греческую столицу. Возглавляя подразделения своего городского полка, Кепесис дал бой и спас электростанцию Пирея от уничтожения.

## Тюрьмы и ссылки
В декабре 1944 года, возглавляя подразделения своего полка, Кепесис принял участие в боях ЭЛАС против англичан.
Последовало Варкизское соглашение января 1945 года, разоружение ЭЛАС и т. н. «Белый террор» монархистов и бывших коллаборационистов, направленный против коммунистов и бывших бойцов ЭЛАС.
Кепесис был арестован в 1946 году, заключён в тюрьму и осуждён к пожизненному заключению. Оставался в тюрьмах и ссылке до 1963 года.
Находясь в тюрьме был избран на 3-м пленуме КПГ в 1950 году кандидатом в члены ЦК КПГ и продолжал избираться до 12-го съезда (1987).
В период военной диктатуры (1967—1974) был вновь заключён в тюрьму, где оставался более 4 лет (56 месяцев)

## Парламентская, издательская и литературная деятельность
Кепесис стал депутатом Парламента эллинов от КПГ в июле 1978 года и оставался им до 1981 года
Написал несколько книг и был почётным председателем Общества литераторов Греции.
В начальный период легального издания органа компартии Греции, газеты Ризоспастис (Радикал), Кепесис стал первым издателем газеты, с сентября 1974 года по 1978 год.
Никандрос Кепесис умер в Афинах в 2009 году.

## Книги Кепесиса
- Мы победим (Θα νικήσουμε, Σύγχρονη Εποχή, 1985 ISBN 960-224-591-3, ISBN 978-960-224-591-0)
- Декабрь 1944 года (Ο Δεκέμβρης του 1944, Σύγχρονη Εποχή, 1994 ISBN 960-224-717-7, ISBN 978-960-224-717-4)
- На своей Родине 75 лет после Малоазийской катастрофы (Στη γενέτειρά μου ύστερα από 75 χρόνια απ' τη Μικρασιατική καταστροφή , 1998 ISBN 960-347-032-Χ)
- Проблематика вокруг событий и лиц (Νίκανδρος Κεπέσης, Προβληματισμοί γύρω από γεγονότα και πρόσωπα, 2006 ISBN 960-6625-04-4, ISBN 978-960-6625-04-6)[8]